# Triatlon under sommer-OL 2016
Triatlon under Sommer-OL 2016 fandt sted den 18. august og 20. august 2016. 

## Medaljefordeling
| Medaljetagere | Medaljetagere     | Medaljetagere     | Medaljetagere  |
| ------------- | ----------------- | ----------------- | -------------- |
| Disciplin     | Guld              | Sølv              | Bronze         |
| Damer         | Gwen Jorgensen    | Nicola Spirig Hug | Vicky Holland  |
| Herrer        | Alistair Brownlee | Jonathan Brownlee | Henri Schoeman |

| Placering | Land           | Guld | Sølv | Bronze | Total |
| --------- | -------------- | ---- | ---- | ------ | ----- |
| 1         | Storbritannien | 1    | 1    | 1      | 3     |
| 2         | USA            | 1    | 0    | 0      | 1     |
| 3         | Schweiz        | 0    | 1    | 0      | 1     |
| 4         | Sydafrika      | 0    | 0    | 1      | 1     |
| Total     | Total          | 2    | 2    | 2      | 6     |

## Tidsplan
| H/D    | Dato       | Start tid |
| ------ | ---------- | --------- |
| Herrer | 18. august | 11:00     |
| Damer  | 20. august | 11:00     |

## Turneringsformat
Triatlonkonkurrencerne blev afviklet både for damer og mænd med samlet start, hvor der ud fra kvalifikationen kunne være op til 55 deltagere i hver af de to konkurrencer. Hver konkurrence var over en distance på 1,5 km svømning, 40 km cykling og 10 km løb. Svømningen var én enkelt omgang på en bane, markeret med bøjer, ud fra Copacabana, Cyklingen blev afviklet på en 5 km rundstrækning, der skulle gennemkøres otte gange mens løbet afviklet på en 2,5 km rundstrækning, der skulle løbes fire gange. Efter svømningen og mellem cyklingen og løbet skulle deltagerne gennem en skiftezone, hvor tøj og sko skulle skiftes inden næste del-disciplin kunne påbegyndes. 